# Viehhausen (Sinzing)
Viehhausen ist ein Gemeindeteil der Gemeinde Sinzing und eine Gemarkung im Oberpfälzer Landkreis Regensburg.

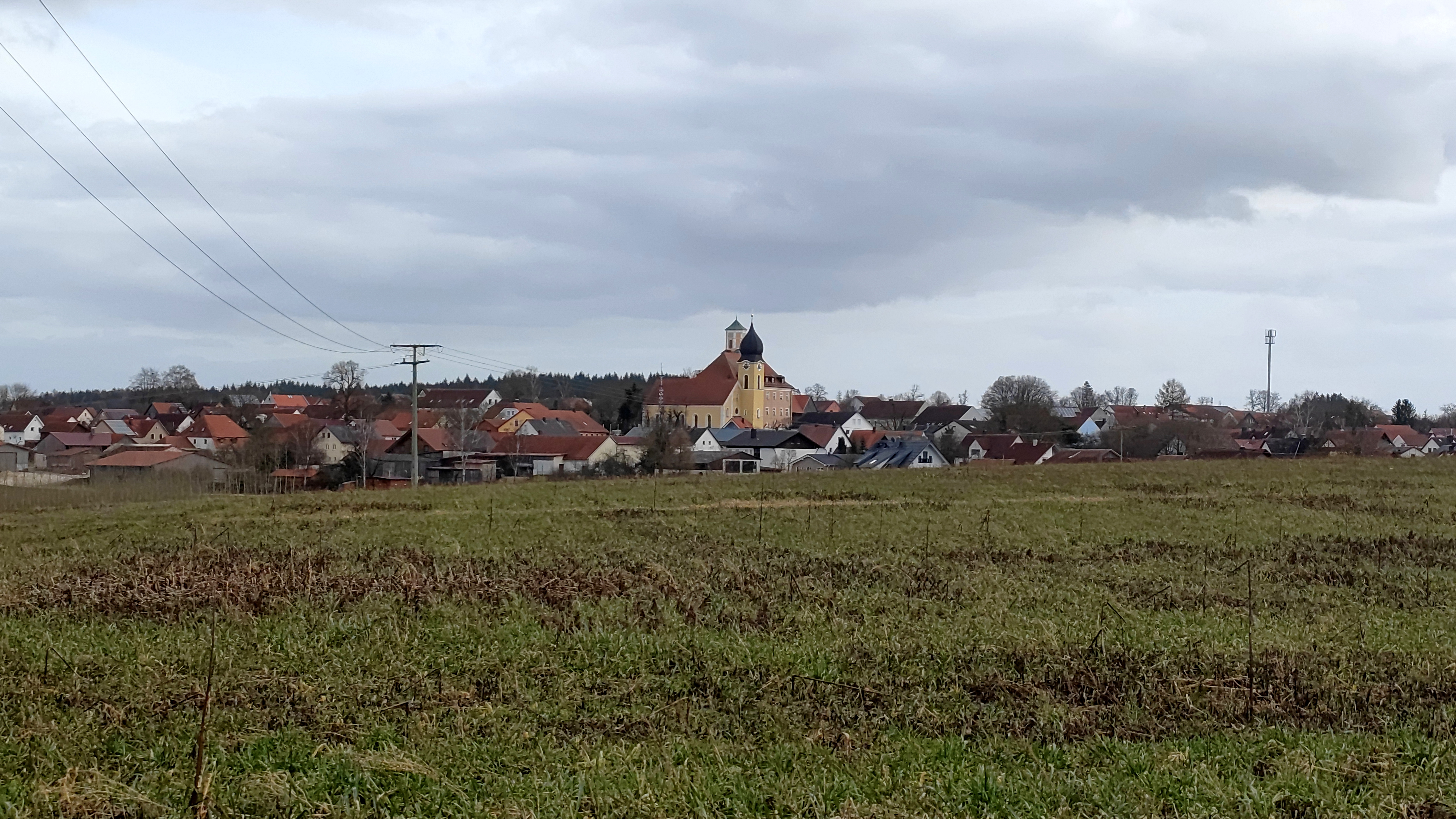
Ortsansicht von Viehhausen

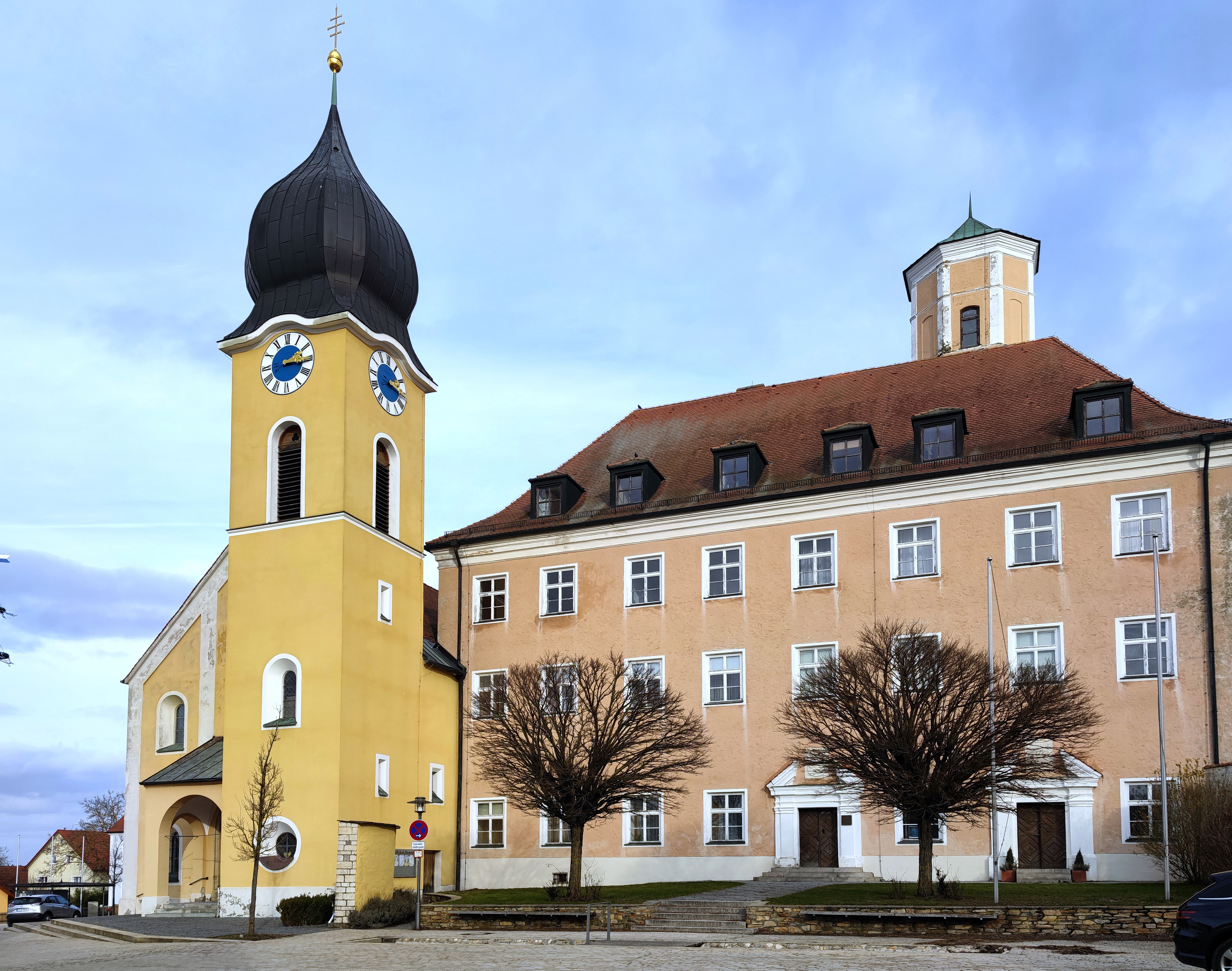
Schloss Oberviehhausen mit Pfarrkirche St. Leonhard

## Geographie
Das Pfarrdorf Viehhausen liegt auf einer Hochfläche der Fränkischen Alb westlich dem Tal der Schwarzen Laaber.
Die Gemarkung besteht nur aus dem Gemarkungsteil „0“. Dieser liegt vollständig auf dem Gemeindegebiet von Sinzing und bildet den Nordwesten der Gemeindefläche. Die Nachbargemarkungen sind Schönhofen, Eilsbrunn, Sinzing, Bergmatting, Lohstadt, Reichenstetten, Frauenforst, Haugenried und Eichhofen. Auf der Gemarkung liegen die Sinzinger Gemeindeteile Adlstein, Alling, Kohlstadt, Niederviehhausen, Saxberg, Schneckenbach, Thalhof, Viehhausen und Zeiler.

## Geschichte
Viehhausen wird erstmals um 1180 in einer Urkunde des Klosters Sankt Emmeram in Regensburg erwähnt, in der ein Pruno von Viehhausen genannt wird. Die beiden Ortsteile Oberviehhausen und Niederviehhausen entwickelten sich zunächst getrennt voneinander.
Um 1200 dürfte die Burg Niederviehhausen erbaut worden sein, die zunächst im Besitz der Chamerauer, dann der Wolfsteiner war. Später werden als Besitzer Hanns Dunksäß, Thomas Hietinger, Jakob Kaiser, Wolf Steurer und Jakob Kraiß genannt. Das Erbauungsjahr des Schlosses Oberviehhausen ist nicht bekannt. Die Hofmark Oberviehhausen gehörte zunächst ebenfalls den Chamerauern, danach Hadamar von Laaber, ab 1435 den Reisachern, um 1570 Leonhard Sauerzapf und ab 1600 den Rosenbuschs. Im Dreißigjährigen Krieg wurden Burg und Schloss zerstört. 1681 lässt Franz Wilhelm Rosenbusch das Schloss wiederaufbauen.

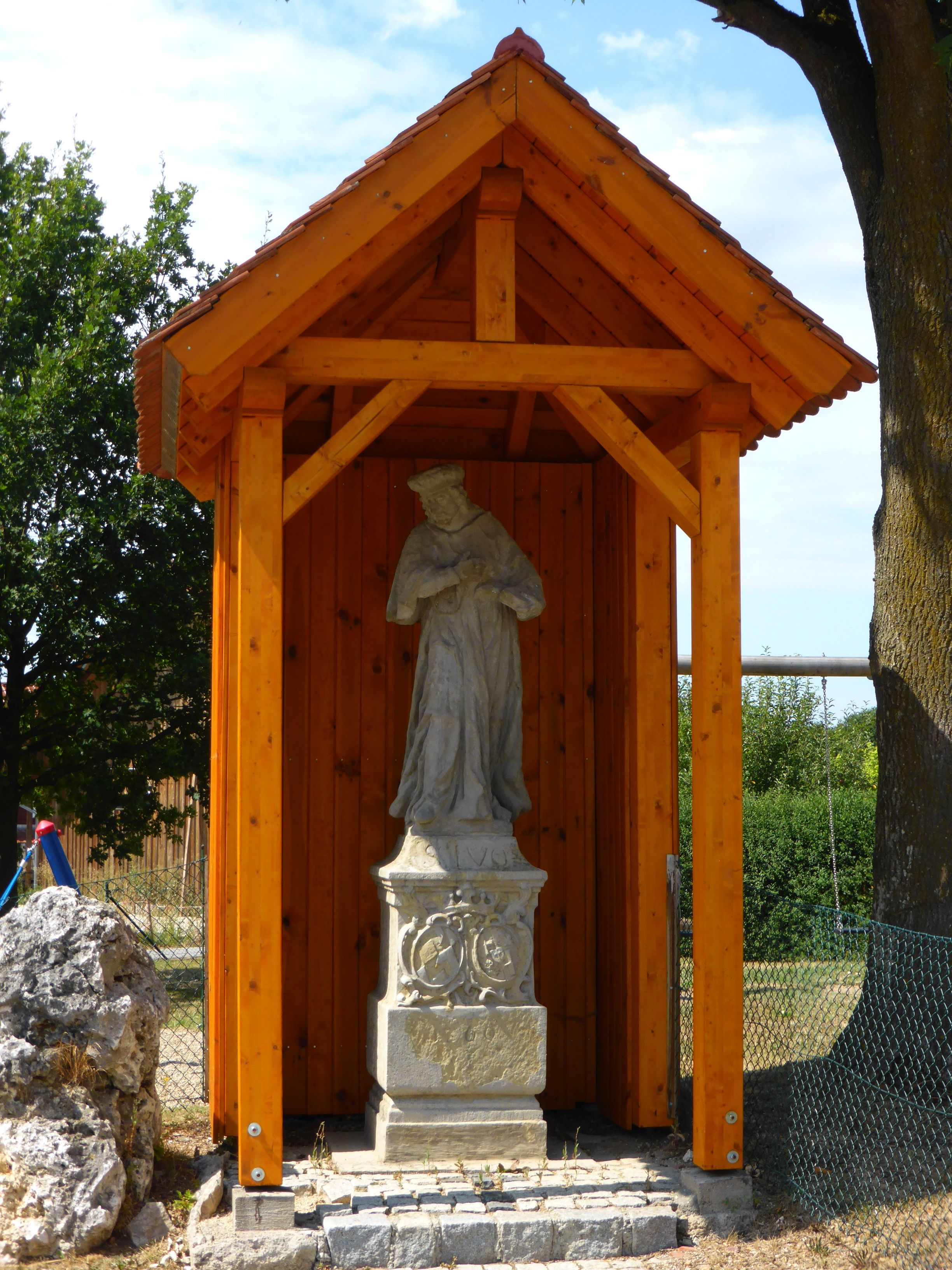
Statue des hl. Ivo in Viehausen

Von den Rosenbuschs wurde in Viehhausen auch eine Statue des hl. Ivo, dem Schutzheiligen der Juristen, errichtet. Im Sockel der Statue finden sich die Wappen der Familie Rosenbusch und Stingelheim sowie die Jahreszahl 1760.
Nach dem Aussterben der Linie der Rosenbuschs fällt die Hofmark Viehhausen 1777 an Franz von Lerchenfeld-Brennberg. Der jeweilige Herr von Viehhausen übte eine Patrimonial-Gerichtsbarkeit aus. 1852 erwarb der Klarissenorden das Schloss und richtete dort ein Kloster und eine Mädchenschule ein. 1867 wurde in Viehhausen der Grundstein für eine eigene Kirche gelegt, die 1879 eingeweiht wurde.
Durch das Zweite Gemeindeedikt im Jahre 1818 entstand die Landgemeinde Viehhausen im niederbayerischen Landgericht Kelheim. Sie hatte die zehn Orte Adlstein, Alling, Finsterthal, Kohlstadt, Niederviehhausen, Saxberg, Schneckenbach, Thalhof, Viehhausen und Zeiler. 1880 wurde die Gemeinde in die Oberpfalz umgegliedert und dem Bezirksamt Stadtamhof, später Landkreis Regensburg, zugeordnet.
Nach Plänen aus der Vorkriegszeit wurde die Ortschaft Bergmatting (ohne Dürnstetten und Reichenstetten) durch Regierungsentschließung vom 1. August 1945 in die Gemeinde Viehhausen umgegliedert. 1947 wurde Bergmatting auch der Pfarrkuratie Viehhausen zugeordnet. 1948 wurde die Gemeinde Bergmatting, nun unter der Bezeichnung Gemeinde Bergmatting-Reichenstetten, unter Rückgliederung zum Landkreis Kelheim wieder hergestellt.
Im Zuge der Gebietsreform in Bayern schlossen sich die Gemeinden Sinzing, Viehhausen, Eilsbrunn und Bergmatting-Reichenstetten am 1. Juli 1972 zur Großgemeinde Sinzing zusammen.
Die Pfarrkuratie Viehhausen ist seit 1979 eine selbständige Pfarrei.